# Amblytenes
Amblytenes là một chi bướm đêm thuộc họ Cosmopterigidae.